# مخطوطة الثورة (رواية)
مخطوطة الثورة (بالإنجليزية: The Revolution Script)‏ هي رواية للكاتب الكندي برايان مور، نشرت عام 1971، عن دار نشر ماكليلاند آند ستيوارت ودور نشر أخرى.